# 特里奥略
特里奥略，是西班牙卡斯蒂利亚-莱昂帕伦西亚省的一个市镇。 总面积63平方公里，总人口85人（2001年），人口密度1人/平方公里。